# Осипенко, Леонид Гаврилович
Осипе́нко Леони́д Гаври́лович (11 мая 1920, Криндачёвка, Донецкая губерния, Украинская ССР — 14 марта 1997, Обнинск, Российская Федерация) — советский военный моряк-подводник, первый командир первой советской атомной подводной лодки К-3 («Ленинский комсомол»), Герой Советского Союза (23.07.1959). Контр-адмирал (17.04.1962).

## Биография
Родился в деревне Криндичёвка, Луганской области (ныне находится в черте города Красный Луч) в семье рабочего. В том же году умер отец, мать переехала с сыном в Краснодар, а затем к родственникам в городе Грозный. Окончил 10 классов средней школы в Грозном в 1937 году. Поступил в Новочеркасский индустриальный институт, где учился на маркшейдерском отделении горного факультета.
В августе 1938 года, после окончания первого курса института, по путёвке комсомола, выданной Ростовским городским комитетом ВЛКСМ, был зачислен в ВМФ СССР и перешёл в Высшее военно-морское училище имени М. В. Фрунзе, которое окончил в декабре 1941 года.
Участник Великой Отечественной войны с декабря 1941 года: сразу после окончания военного училища был направлен дублёром командира БЧ-3 на подводную лодку Щ-201 Черноморского флота, на которой принял участие в Керченско-Феодосийской десантной операции. ВВ этой операции подлодка обеспечивала навигационное обеспечение высадки десанта советских войск в Феодосию в качестве плавучего маяка; затем выполняла такую же задачу при высадке Судакского десанта. С февраля 1942 года командовал артиллерийско-боевой частью на подводных лодках Щ-203 и Щ-202. На этих кораблях воевал вплоть до завершения боевых действий на Чёрном море в сентябре 1944 года. Выполнил 10 боевых походов, участвовал в потоплении 4 транспортов противника.
После войны продолжил службу в подплаве. В 1946 и в 1949 годах окончил Курсы усовершенствования офицерского состава подводного плавания ВМФ СССР. С 1946 года — помощник командира ПЛ Щ-207, с 1949 года — старший помощник командира трофейной подводной лодки Н-39 Черноморского флота. С января 1950 года служил на 7-м ВМФ на Тихом океане, где последовательно командовал тремя подводными лодками: малая М-11, с 1951 — средняя Щ-120 (базировалась на Советскую Гавань), с 1953 — большая Б-12 (базировалась на бухту Крашенинникова, Камчатка).
В августе 1955 года назначен командиром строящейся первой советской атомной подводной лодки — проекта 627 «Кит» (заводской № 254). Сформировал экипаж и руководил его обучением в Обнинске на базе лаборатории «В» Министерства внутренних дел СССР и Обнинской атомной электростанции. В начале 1958 года во главе экипажа прибыл в Североморск, где принял корабль от промышленности и с июля по декабрь проводил на нём государственные испытания. 12 марта 1959 года кораблю был присвоен тактический номер К-3. Ещё несколько месяцев корабль проходил опытные испытания, а также велось устранение выявленных недостатков.
23 июля 1959 года за успешное выполнение правительственного задания по приёму в состав ВМФ СССР первой подводной лодки с ядерной энергетической установкой и проявленные при этом мужество и отвагу капитану 1-го ранга Осипенко было присвоено звание Героя Советского Союза с вручением ордена Ленина и медали «Золотая Звезда» (№ 11083). При этом Осипенко стал первым подводником, удостоенным этого звания с момента окончания Великой Отечественной войны.
В декабре 1959 года назначен начальником Учебного центра ВМФ по подготовке плавсостава атомного подводного флота в городе Обнинске Калужской области. Кроме непосредственного руководства этой единственной в своём роде воинской частью, отвечал за разработку методики подготовки экипажей АПЛ. Он же разработал систему совершенствования знаний преподавательского состава, включающую в себя участие в комиссиях по испытаниям и приёмке опытных образцов АПЛ, участие не реже одного раза в три года в работе государственных комиссий по проведению испытаний и приёмке подводных лодок от промышленности, прохождение стажировки на действующем подплаве, работу в составе комиссий центральных органов управления ВМФ по проверке уровня подготовки соединений флотов, ежегодные командировки в конструкторские бюро, и целый ряд иных мероприятий. В 1976—1979 года по личному указанию Главкома ВМФ СССР С. Г. Горшкова руководил научно-исследовательской работой по анализу и выработке предложений по повышению эффективности системы обучения, комплектования кадров и боевой подготовки экипажей АПЛ.
В августе 1980 года по достижении возраста 60 лет контр-адмирал Л. Г. Осипенко уволен в отставку.
Скончался 14 марта 1997 года. Похоронен на Кончаловском кладбище в Обнинске.

## Награды и почётные звания

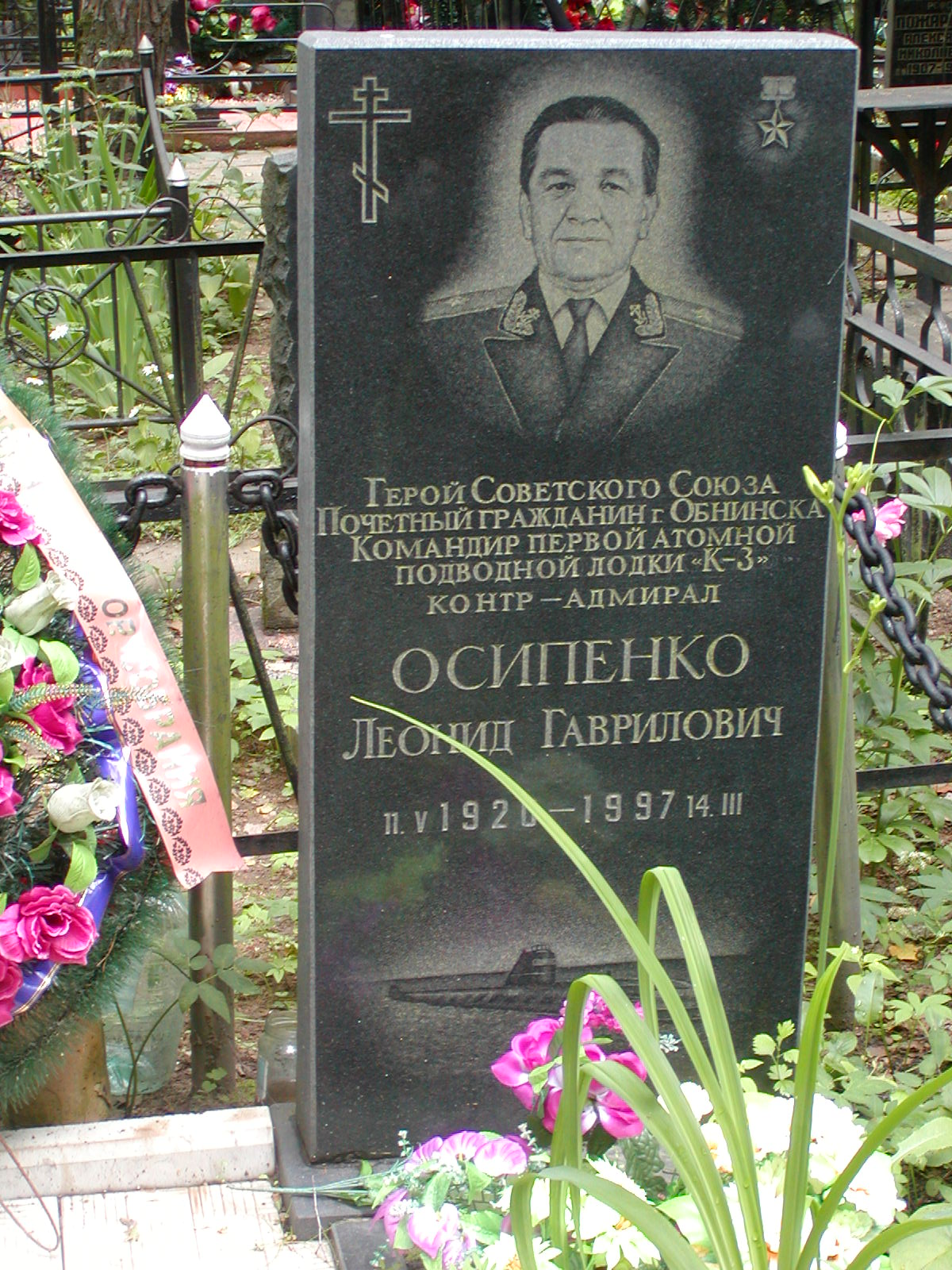
Памятник на Кончаловском кладбище в Обнинске

### Государственные награды
- Медаль «Золотая Звезда» Героя Советского Союза № 11083 (23.07.1959);
- орден Ленина (23.07.1959);
- два ордена Красного Знамени (18.05.1944, 1954);
- два ордена Отечественной войны 1-й степени (26.05.1945, 06.04.1985);
- орден Красной Звезды (1953)[9];
- орден «За службу Родине в Вооружённых Силах СССР» 3-й степени;
- медали, в том числе:
  - «За боевые заслуги» (20.06.1949)[9];
  - «За оборону Севастополя»;
  - «За оборону Кавказа»;
  - «За Победу над Германией в Великой Отечественной войне 1941—1945 гг.»;
  - «Ветеран Вооружённых Сил СССР».

### Почётные звания
- Лауреат Государственной премии СССР за освоение новой техники (1980).
- Почётный гражданин города Обнинска (1986)[10].

Бюст в Обнинске

## Увековечивание памяти
- 510-му учебному центру ВМФ присвоено имя Л. Г. Осипенко в 1998 году[11] (с 2012 года — Учебный центр имени Героя Советского Союза Л. Г. Осипенко ВУНЦ ВМФ «Военно-морская академия имени Н. Г. Кузнецова»)[12].
- Парковый проезд в городе Обнинске переименован в улицу Адмирала Осипенко[13].
- В городе Обнинске, в сквере у пересечения улиц Победы и Курчатова, установлен бюст Героя (2005)[14].
- Имя Осипенко присвоено средней общеобразовательной школе № 4 города Обнинска[15].
- Имя Осипенко присвоено средней общеобразовательной школе № 288 Заозёрска.
- В школе № 4 города Обнинска 6 мая 2011 года установлен бюст адмирала.
- В 2014 году именем Осипенко названа банка в Баренцевом море[16].
- Мемориальная доска установлена на Аллее Героев в городе Красный Луч.

## Сочинения
- Осипенко Леонид, Жильцов Лев, Мормуль Николай. Атомная подводная эпопея. Подвиги, неудачи, катастрофы. — М: Боргес, 1994. — 400 с. — ISBN 5-85690-007-3.
- Осипенко Л. Г., Жильцов Л. М., Мормуль Н. Г. Первая советская атомная подлодка. История создания. — Москва: Алгоритм, 2017. — 350 с. — ISBN 978-5-906979-65-0.
- Осипенко Л. Г. Подводники. Записки командира первой атомной подводной лодки. — Волгоград: Комитет по печати и информации, 1997. — 158 с.
- Осипенко Л. Г. Подводники. Записки командира первой атомной подводной лодки. — Калуга: Золотая аллея, 2002. — 159 с. — ISBN 5-7111-0329-6.